# Аджей, Сэмми (1973)
Сэмми Аджей (англ. Sammi Adjei; 18 ноября 1973) — ганский футболист, защитник. Бронзовый призёр летних Олимпийских игр 1992 года.

## Биография
Сэмми Аджей родился 7 июля 1973 года.

### Клубная карьера
Начал профессиональную карьеру в 1991 году в клубе чемпионата Ганы — «Обуаси Голдфилдс». По имеющийся информации, играл в этой команде до 1998 года.

### Карьера в сборной
В августе 1992 года главный тренер олимпийской сборной Ганы Сэм Ардай вызвал Сэмми на летние Олимпийские игры в Барселоне. В команде он получил 13 номер. В своей группе ганцы заняли первое место, обогнав Мексику, Австралию и Данию. В четвертьфинале Гана обыграла Парагвай (4:2), а в матче 1/2 финала уступила Испании (0:2). В матче за третье место ганцы смогли обыграть Австралию со счётом (1:0) и стали обладателями бронзовых наград. Аджей на турнире сыграл в четырёх играх.
В составе национальной сборной Ганы выступал с 1992 года по 1998 год, проведя в составе сборной 15 игр.

## Достижения
- Бронзовый призёр летних Олимпийских игр (1): 1992